# العلاقات الكولومبية المالاوية
العلاقات الكولومبية المالاوية هي العلاقات الثنائية التي تجمع بين كولومبيا ومالاوي.

## مقارنة بين البلدين
هذه مقارنة عامة ومرجعية للدولتين:
| وجه المقارنة                                              | كولومبيا        | مالاوي                     |
| --------------------------------------------------------- | --------------- | -------------------------- |
| المساحة (كم2)                                             | 1.14 مليون      | 118.48 ألف                 |
| عدد السكان (نسمة)                                         | 49.07 مليون     | 18.62 مليون                |
| الكثافة السكانية (ن./كم²)                                 | 43.04           | 157.16                     |
| العاصمة                                                   | بوغوتا          | ليلونغوي، زومبا            |
| اللغة الرسمية                                             | اللغة الإسبانية | لغة إنجليزية، لغة الشيشيوا |
| العملة                                                    | بيزو كولومبي    | كواشا ملاوية               |
| الناتج المحلي الإجمالي (بليون دولار)                      | 309.19 مليار    | 6.30 مليار                 |
| الناتج المحلي الإجمالي (تعادل القوة الشرائية) بليون دولار | 724.96 مليار    | 22.43 مليار                |
| الناتج المحلي الإجمالي الاسمي للفرد دولار أمريكي          | 7.60 ألف        | 338                        |
| الناتج المحلي الإجمالي للفرد دولار أمريكي                 | 13.36 ألف       | 1.20 ألف                   |
| مؤشر التنمية البشرية                                      | 0.720           | 0.445                      |
| رمز المكالمات الدولي                                      | +57             | +265                       |
| رمز الإنترنت                                              | .co             | .mw                        |
| المنطقة الزمنية                                           | 00              | ت ع م+02:00                |

## منظمات دولية مشتركة
يشترك البلدان في عضوية مجموعة من المنظمات الدولية، منها:
| علم المنظمة | اسم المنظمة                               | تاريخ انضمام كولومبيا | تاريخ انضمام مالاوي |
| ----------- | ----------------------------------------- | --------------------- | ------------------- |
|             | البنك الدولي للإنشاء والتعمير             | 24 ديسمبر 1946        | 19 يوليو 1965       |
|             | منظمة التجارة العالمية                    | ?                     | ?                   |
|             | المركز الدولي لتسوية المنازعات الاستشارية | 14 أغسطس 1997         | 14 أكتوبر 1966      |
|             | منظمة حظر الأسلحة الكيميائية              | ?                     | ?                   |
|             | الأمم المتحدة                             | 5 نوفمبر 1945         | 1 ديسمبر 1964       |
|             | منظمة الشرطة الجنائية الدولية             | ?                     | ?                   |
|             | وكالة ضمان الاستثمار متعدد الأطراف        | 30 نوفمبر 1995        | 12 أبريل 1988       |
|             | يونسكو                                    | 31 أكتوبر 1947        | 27 أكتوبر 1964      |
|             | مؤسسة التنمية الدولية                     | 16 يونيو 1961         | 19 يوليو 1965       |
|             | مؤسسة التمويل الدولية                     | 20 يوليو 1956         | 19 يوليو 1965       |
|             | الاتحاد البريدي العالمي                   | ?                     | ?                   |
|             | الاتحاد الدولي للاتصالات                  | 25 أغسطس 1914         | 19 فبراير 1965      |